# Shohei Ohtani
Shohei Ohtani (jap. 大谷 翔平, Ōtani Shōhei; * 5. Juli 1994 in Ōshū, Präfektur Iwate) ist ein japanischer Baseballspieler, der sowohl auf der Position des Pitchers, aber auch als Designated Hitter (DH) und Outfielder spielt. Im Dezember 2017 unterschrieb er einen Vertrag bei den Los Angeles Angels aus der nordamerikanischen American League (AL) der Major League Baseball, für die er zwischen 2018 und 2023 spielte, bevor er zur Saison 2024 zum National-League-Team Los Angeles Dodgers wechselte, mit denen er direkt in seiner ersten Saison die World Series (4:1) gegen die New York Yankees gewann. Ohtani wurde sowohl als Rookie of the Year als auch zweimal als MVP der AL ausgezeichnet. Ohtani stand zuvor seit seinem Profidebüt 2013 bei den Hokkaidō Nippon Ham Fighters in der japanischen Pacific League unter Vertrag.

## Leben
Shohei Ohtani wurde am 5. Juli 1994 als das jüngste von drei Kindern geboren. Seine Mutter Kayoko Ohtani war während ihrer Zeit auf der High School eine begabte Badminton-Spielerin. Sein Vater Toru Ohtani spielte als Angestellter des lokalen Mitsubishi-Motors-Werks in einer Unternehmensliga Baseball und begeisterte ihn und seinen älteren Bruder Ryuta für den Sport. In seiner Jugend war Ohtani Fan der Yomiuri Giants und deren Outfielder Hideki Matsui. Er besuchte die Hanamaki Higashi High School, wo er im Alter von 16 Jahren zum ersten Mal als talentierter Baseball-Spieler auf sich aufmerksam machte.

## Professionelle Karriere

### Hokkaido Nippon-Ham Fighters

#### 2013
Ohtani feierte sein Debüt als professioneller Baseballspieler im Alter von 18 Jahren zur Saisoneröffnung der Hokkaidō Nippon Ham Fighters am 29. März 2013 in der Position des Right Fielders. Er wurde in den Kader des Pacific League All Star Game Teams gewählt. Als Pitcher beendete er die Saison mit einer 3-0-Statistik in 11 Starts. Seine Doppelrolle als Pitcher und Positionsspieler war in der Nippon Professional Baseball Liga ungewöhnlich: Ohtani war der erste Rookie in der Liga, der in seinem ersten Jahr in beiden Rollen auftrat.

#### 2014

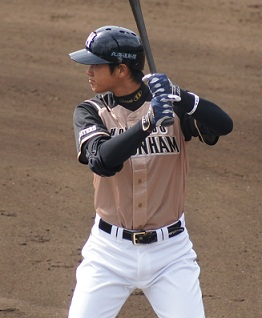
Ohtani als Batter bei den Hokkaidō Nippon Ham Fighters im Jahr 2013.

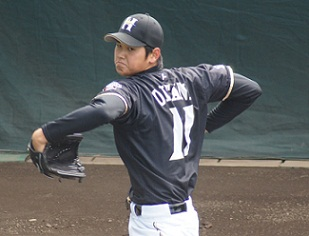
Ohtani als Pitcher bei den Hokkaidō Nippon Ham Fighters im Jahr 2013.

In seiner zweiten Saison schlug Ohtani einen Batting Average von .274 mit 28 Extra-Base-Hits (davon 10 Home Runs), 31 Runs Batted In (RBI) und einer On-Base Percentage (OBP) von .338 bei 212 At-Bats. Als Pitcher betrug sein Earned Run Average (ERA) 2,61 mit 179 Strikeouts (dritter in der NPB) in 155,1 Innings und 24 Starts. Somit produzierte er im Durchschnitt 10,4 Strikeouts pro 9 Innings, womit er in diesem Jahr einen Ligarekord aufstellte. Zudem stellte er während des All-Star-Games im Juli 2014 mit 162 km/h (101 mph) einen neuen Rekord für den am schnellsten geworfenen Fastball eines japanischen Pitchers aller Zeiten auf. Als erster Pitcher seit Yū Darvish erspielte er in seinen ersten zwei Saisons nach der High School zwei Shutouts. Während der Postseason wurde er in den Kader der japanischen Baseballnationalmannschaft aufgenommen.

#### 2015
Im Jahr 2015 stellte Ohtani als Pitcher eine ganze Reihe von Rekorden für die Saison auf. Sein ERA war mit 2,24 der beste der Liga, und mit einem Win-Loss-Record von 15-5 in nur 22 Starts führte er die Liga im Siegesdurchschnitt als Starting Pitcher an. Zudem pitchte er 5 Complete Games und 3 Shutouts, was ebenfalls Ligarekorde darstellte. Beim WBSC Premier 12 2015 machte Ohtani mit dem niedrigsten ERA – den er über 13 Innings bei 0,00 halten konnte – und den meisten Strikeouts des Turniers auf sich aufmerksam.

#### 2016
2016 hatte Ohtani seine Breakout-Saison als Hitter. Er schlug in 104 Spielen und 382 Plate Appearances 22 Home Runs sowie 18 Doubles und 67 RBI. Ihm wurde als erster Spieler der NPB der „Best Nine award“ sowohl als Pitcher als auch als Hitter verliehen. Außerdem gewann er den Pacific League MVP Titel. In der Japan Series 2016 kam er im ersten Spiel als Pitcher zum Einsatz und warf 6 Innings. Im dritten Spiel der Serie wurde er als DH eingesetzt, wobei ihm drei Hits, ein Run und ein RBI gelangen. Einer der drei Hits war ein Single im 10. Inning, der die Hokkaido Nippon Ham Fighters letztendlich zum Sieg führte.

#### 2017
Ohtani spielte im Jahr 2017 nur in 65 Spielen in der NPB. Dabei gelang ihm ein Schlagdurchschnitt von .332 mit 8 Home Runs und 31 RBIs, sowie ein 3-2 Win-Loss-Record mit einem ERA von 3,20 und 29 Strikeouts als Pitcher. Mit einem Gehalt von 270 Millionen Yen gehörte er 2017 zu den bestbezahlten Spielern der NPB. Aufgrund einer Verletzung am rechten Knöchel konnte er nicht am World Baseball Classic 2017 teilnehmen, wo er sonst für die japanische Nationalmannschaft gespielt hätte. Bereits im April 2017 äußerte Ohtani öffentlich Interesse daran, zur Saison 2018 in die Major League Baseball zu wechseln. Im Dezember 2017 wurde der Free Agent Ohtani von den MLB-Teams mit hohen Bonus-Zahlungen umworben. So boten ihm unter anderem die Texas Rangers, die New York Yankees, die Minnesota Twins und die Seattle Mariners einen Signing Bonus von über 3 Millionen Dollar an. Schließlich entschied sich Ohtani jedoch für einen Vertrag bei den Los Angeles Angels.

### Los Angeles Angels
Am 9. Dezember 2017 unterschrieb Ohtani einen Profivertrag bei den Los Angeles Angels in der National League für 6 Jahre. Für die Unterzeichnung des Vertrags wurde Ohtani ein Bonus von 2,3 Millionen US-Dollar gewährt. Zudem zahlten die Angels seinem vorherigen Team, den Hokkaidō Nippon Ham Fighters, einen Betrag von 20 Millionen US-Dollar.

#### 2018
Bei seinem ersten Einsatz in der Major League Baseball am 29. März 2018 gegen die Oakland Athletics gelang Ohtani sein erster Major League Hit, ein Single auf den ersten Pitch. Sein Debüt als Pitcher machte er am 1. April 2018, dabei gelangen ihm sechs Strikeouts in sechs Innings, was ihm seinen ersten Win verschaffte. Zwei Tage später, am 3. April 2018, schlug Ohtani den ersten Home Run seiner MLB-Karriere, dem noch zwei weitere in derselben Woche folgten. Er wurde damit der erste Rookie der Angels, dem 3 Home Runs in direkt aufeinander folgenden Spielen gelangen. Diese Leistung brachte ihm seine erste Auszeichnung als Spieler der Woche in der American League für die Woche vom 2. bis 8. April ein. Am 2. Mai 2018 wurde ihm zudem der Titel des Rookie of the month in der American League für den Monat April verliehen. Nachdem Ohtani das Spiel gegen die Kansas City Royals am 6. Juni 2018 nach vier Innings wegen Blasenbildung an der Wurfhand hatte verlassen müssen, wurde daraufhin eine Zerrung des Außenbands am rechten Ellbogengelenk festgestellt. Nachdem zunächst nur mit einem Ausfall von drei Wochen gerechnet worden war, wurde am 11. Juni bekannt, dass sich Ohtani mit hoher Wahrscheinlichkeit der unter Pitchern häufig vorkommenden Tommy John Surgery unterziehen muss und damit bis zum Beginn der Saison 2020 ausfallen würde. Jedoch kehrte er am 3. Juli 2018 in der Position des DHs zurück in den aktiven Kader der Angels. Am 4. August 2018 gelangen Ohtani gegen die Cleveland Indians zum ersten Mal zwei Home Runs sowie vier Hits in einem Spiel. Zudem kündigten die Angels an, dass Ohtani noch in der Saison 2018 als Pitcher zurückkehren würde. Seine erste Bullpen-Session seit der Ellenbogenverletzung wurde auf den 11. August 2018 angesetzt.

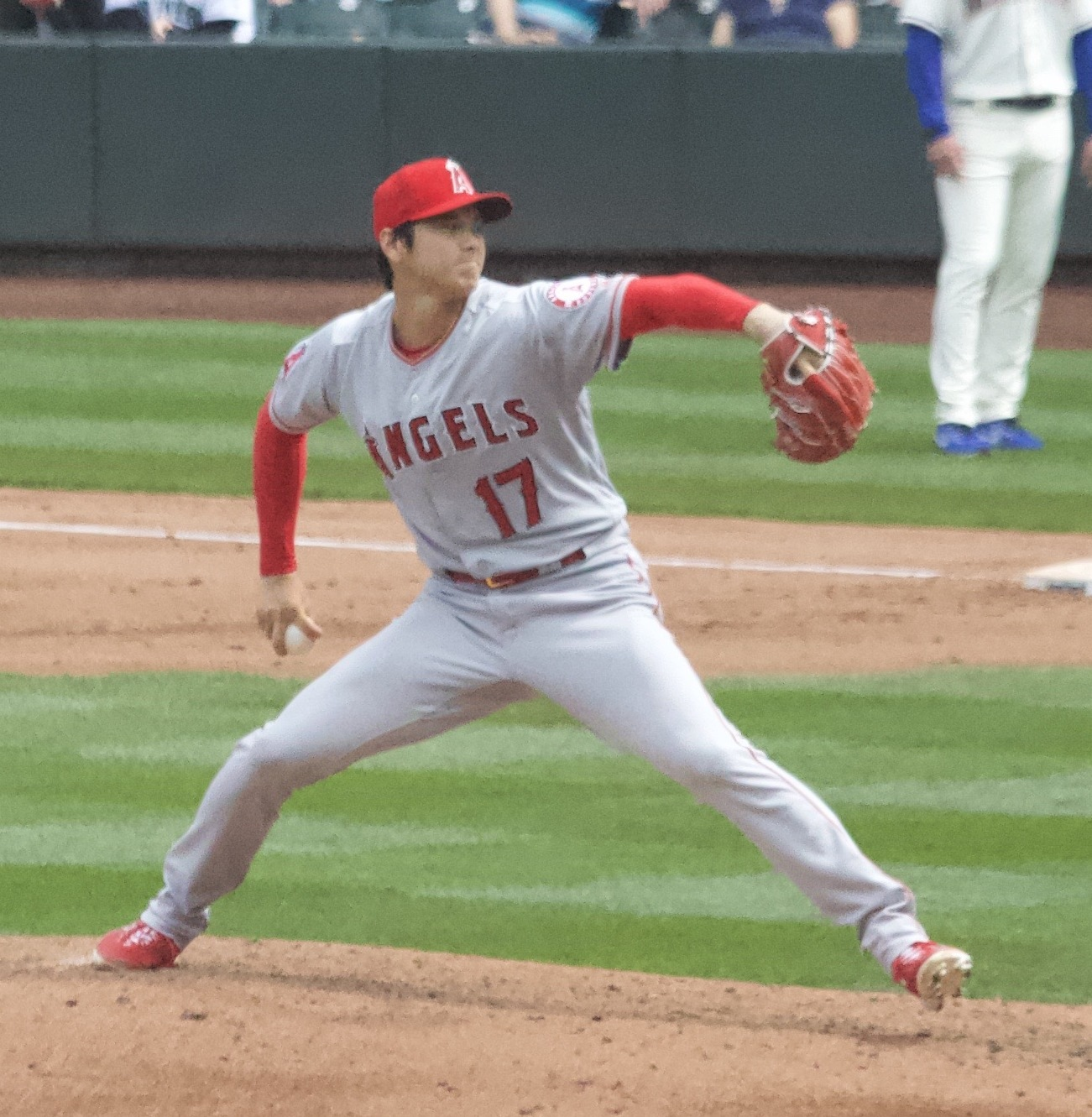
Shohei Ohtani als Pitcher für die Los Angeles Angels im Jahr 2018.

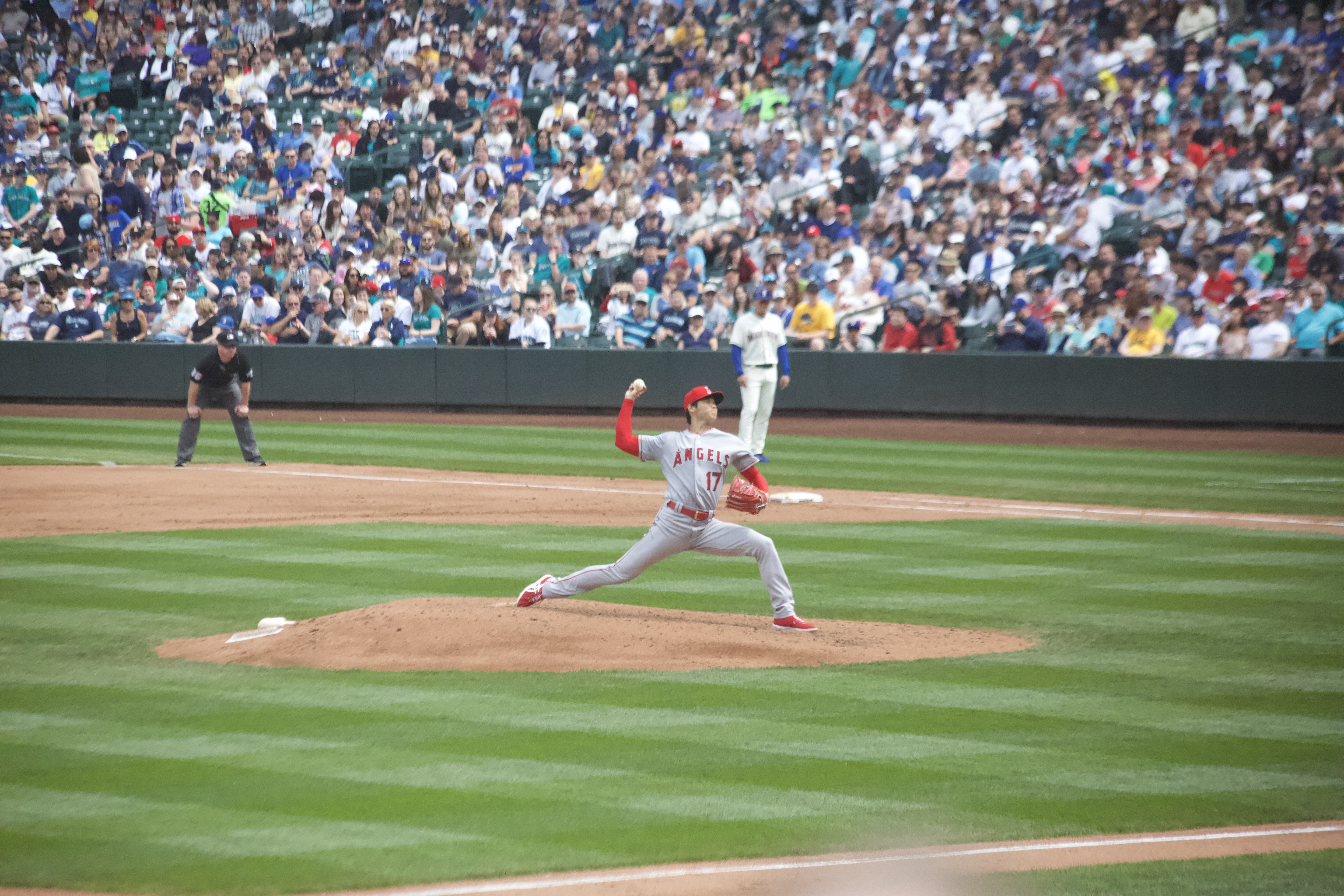
Ohtani auf dem Mound gegen die Seattle Mariners am 6. Mai 2018

Am 30. August 2018 gab Manager Mike Scioscia bekannt, dass Ohtani am Sonntag, den 2. September 2018 nach knapp drei Monaten auf den Mound zurückkehren würde. Bei dem Spiel gegen die Houston Astros würde er jedoch nur eine begrenzte Anzahl an Pitches absolvieren, um keine erneute Verletzung zu riskieren. Geplant sei ein Einsatz pro Woche, wie es bereits vor der Verletzung der Fall war – somit wären fünf weitere Pitching-Auftritte in der Saison 2018 möglich. Obwohl Ohtani am 2. September gegen die Astros nur 2 1/3 Innings mit 49 Pitches absolvierte, erzielte er in dem Spiel zwei neue Meilensteine: er wurde der einzige MLB-Spieler außer Babe Ruth in den Jahren 1918 und 1919, der in einer Saison 10 Starts als Pitcher und mindestens 10 Home Runs sowie über 50 gepitchte Innings und mindestens 15 Home Runs erreichte. Nachdem die Performance am Schlag gegen linkshändige Pitcher in der ersten Hälfte der Saison eine der größten Schwächen Ohtanis gewesen war, schlug er am 5. September gegen die Texas Rangers seinen ersten Home Run gegen einen Linkshänder. Im darauffolgenden Spiel – ebenfalls gegen die Texas Rangers – gelangen ihm zum zweiten Mal in der Saison zwei Home Runs und vier Hits in einem Spiel. Die Leistung wurde jedoch von der Nachricht überschattet, dass er sich erneut eine schwere Ellenbogenverletzung zugezogen habe. Nach der Untersuchung mittels Magnetresonanztomographie empfahlen die Teamärzte der Angels erneut die Behandlung mithilfe der Tommy John Surgery. Trotz der Behandlung könnte er in der Saison 2019 als DH und Outfielder eingesetzt werden, da hierbei der rechte Ellenbogen weniger belastet würde. Mit seinem 19. Home Run am 7. September 2018 gegen die Chicago White Sox brach Ohtani den Rekord für die meisten Home Runs eines in Japan geborenen Rookies in der MLB. Er überholte damit Kenji Johjima von den Seattle Mariners mit 18 Home Runs in seiner Rookie-Saison 2006. Aufgrund einer herausragenden Offensiv-Performance (.474 Batting Average, 1.263 Slugging Percentage,10 RBI, 4 Home Runs, 1 Triple, 2 Stolen Bases) wurde ihm in der Woche vom 3. bis 9. September bereits zum zweiten Mal in der Saison der Titel des Spielers der Woche in der American League verliehen. Zudem erhielt er für den Monat September seinen zweiten American League Rookie of the month Titel. Er beendete die Saison mit insgesamt 22 Home Runs, 61 RBI und einem Batting Average von .285 bei 326 At-Bats. Am 1. Oktober 2018, direkt nach dem Ende der regulären Saison, unterzog sich Ohtani bei einem Arzt in Los Angeles der Tommy John Surgery, die laut Aussage des Arztes positiv verlief. Die Zeitschrift Baseball Digest wählte ihn mit sechs von sieben Stimmen zum Rookie des Jahres 2018. Am 12. November 2018 wurde Ohtani der nach Hideo Nomo (1995), Kazuhiro Sasaki (2000) und Ichirō Suzuki (2001) der vierte japanische Spieler, der den MLB Rookie of the Year Award gewann. Dabei wählten ihn 25 von 30 der stimmberechtigten Baseball-Journalisten auf den ersten Platz. Nach Tim Salmon (1993) und Mike Trout (2012) ist Ohtani der dritte Spieler der Angels, der den Titel in der American League verliehen bekommen hat.

#### 2019–2021
In der Saison 2019 kehrte Ohtani erst am 7. Mai in das Line Up der Angels zurück und beendete sein erstes Spiel der Saison ohne einen Hit. Der erste Home Run der Saison gelang ihm am 13. Mai 2019. Am 13. Juni 2019 wurde Ohtani der erste japanische Spieler in der MLB, der einen Cycle (jeweils einen Single, Double, Triple und Home Run in einem Spiel) erzielen konnte. Ohtani beendete die Saison 2019 mit einem Batting Average von .286. Er wurde in dieser Saison nicht als Pitcher eingesetzt. In der darauffolgenden Saison 2020, die maßgeblich von der COVID-19-Pandemie geprägt und deshalb auf 60 statt der üblichen 162 Spiele verkürzt war, wurde Ohtani nur in zwei Spielen für insgesamt 1 2/3 Innings als Pitcher eingesetzt. Dabei wurden von gegnerischen Battern 7 Runs erzielt, weshalb er einen außerordentlich hohen ERA von 37,80 besaß. Aufgrund von Schmerzen im Wurfarm wurde er fortan, ebenso wie in der Saison 2019, nur noch als DH eingesetzt. Doch auch als Batter war er 2020 mit einem Batting Average von .190 und 7 Home Runs nur mäßig erfolgreich.
Die Saison 2021 markierte die Rückkehr von Ohtani als „two-way player“ in den Positionen des Pitchers und DHs. In mehreren Spielen wurde er sogar abwechselnd in beiden Positionen eingesetzt. Im Juni 2021 wurde Ohtani zum Spieler des Monats in der American League ernannt. Als erster Spieler in der Geschichte der MLB wurde Ohtani gleich in zwei Positionen – als DH sowie als Pitcher – in das MLB All-Star Game gewählt. Am 3. Juli 2021 erreichte er als erster Spieler in der Saison 2021 die 30-Home-Runs-Marke.
Im November 2021 wurde Ohtani einstimmig zum Most Valuable Player der AL gewählt.

#### 2022
Am 22. März 2022 führte die Major League Baseball eine neue Regel ein, die es einem Pitcher in der Schlagreihenfolge erlaubt, als Designierter Hitter im Spiel zu bleiben, nachdem er vom Pitching Mound abgezogen worden war. Die Regel wurde umgangssprachlich als „Ohtani-Regel“ bezeichnet, da Ohtani ein einzigartiger Two-Way-Spieler ist. Die Regel ermöglicht es Ohtani, nach dem Pitchen auf seiner gewohnten Position als Designierter Hitter im Spiel zu bleiben, anstatt auf eine defensive Position wie das Outfield gewechselt zu werden, was er im Jahr 2021 sieben Mal tat.
Am 25. März wurde Ohtani zum Opening Day-Spieler der Angels für die Saison 2022 ernannt. Er spielte 4+2⁄3 Innings gegen die Houston Astros und ließ einen Run und einen Walk zu, während er 9 Strikeouts erzielte. Er war der erste Spieler in der Geschichte der MLB, der am Eröffnungstag sowohl als Starting Pitcher als auch als Leadoff Hitter begann. In einem Spiel gegen die Astros am 20. April schlug Ohtani zweimal im ersten Inning und war damit der erste Starting Pitcher, der zwei Mal schlug, ohne eine Pitch geworfen zu haben. Beim Spiel gegen die Texas Rangers am 14. April erlaubte Ohtani seinen allerersten Grand Slam.
Im Spiel gegen die Boston Red Sox am 5. Mai schlug Ohtani an dritter Stelle und war damit der erste Starting Pitcher, der in einem Spiel im Fenway Park an einer der ersten vier Positionen schlug, seit Babe Ruth dies am 20. September 1919 tat. Beim 8:0-Sieg der Angels über die Red Sox warf er sieben Scoreless Innings mit 11 Strikeouts und wurde mit einem RBI-Single im achten Inning zum zweiten Starting Pitcher, der nach Roger Clemens im Jahr 1996 einen Hit in Fenway erzielte.
Ohtani erzielte zwei Homeruns, darunter seinen ersten Grand Slam, am 9. Mai 2022 gegen die Tampa Bay Rays. Es war das zweite Mal in der Saison 2022 und das achte Mal in seiner Karriere, dass Ohtani ein Multi-Home-Run-Spiel erzielte, womit er Ichiro Suzuki übertraf. Damit ist er der alleinige Führer der meisten Multi-Home-Run-Spiele eines japanischen MLB-Spieler. Am 14. Mai 2022 erzielte Ohtani seinen 100. Homerun in der MLB und ist damit der dritte in Japan geborene Spieler mit mindestens 100 Homeruns, die er in der MLB erzielte. Ohtani ist außerdem zusammen mit Babe Ruth der einzige Spieler mit mindestens 100 Homeruns und mindestens 250 Strikeouts als Pitcher.
In einer Zeitspanne von zwei Spielen zwischen dem 21. und 22. Juni 2022 schrieb Ohtani MLB-Geschichte, indem er der erste Spieler wurde, der in einem Spiel mindestens acht RBIs erzielte und am nächsten Tag mindestens 10 Strikeouts erzielte. Er wurde der erste in Japan geborene Spieler, der acht RBIs in einem Spiel erzielte und erst der achte Spieler in der Geschichte der Angels, der acht RBIs in einem Spiel erzielte. Ohtanis acht RBIs waren die meisten eines Angels-Spielers, seit Garret Anderson am 21. August 2007 gegen die New York Yankees einen Franchise-Rekord von 10 RBIs aufstellte. Am folgenden Tag stellte Ohtani mit 13 Strikeouts in acht Scoreless Innings einen weiteren Karrierehöchstwert auf und trug dazu bei, die Angels zu einem 5:0-Sieg gegen die Kansas City Royals zu führen. Damit wurde er der 19. Spieler in der Geschichte der Angels mit 13 Strikeouts in einem Spiel.
Am 6. Juli 2022 schrieb Ohtani gegen die Miami Marlins erneut MLB-Geschichte, indem er als erster Spieler seit der Einführung der RBI-Statistik im Jahr 1920 10 Strikeouts als Pitcher, zwei RBIs als Schlagmann und eine Stolen Base in einem einzigen Spiel erzielte.
Zum zweiten Mal in Folge wurde Ohtani am 8. Juli von den Fans als Starter auf der Position des Designated Hitter in das All-Star Game gewählt. Am 10. Juli wurde er erneut als Starting Pitcher ausgewählt, womit er als einziger Spieler, der sowohl als Positionsspieler als auch als Pitcher zweimal zum All-Star gewählt wurde, in die Geschichte einging. Ohtani kündigte jedoch an, dass er nur als Hitter am All-Star Game teilnehmen würde. Ohtani lehnte es ab, als Pitcher anzutreten und begründete dies mit einem Terminkonflikt und der Tatsache, dass er die Saison dem All-Star Game vorziehen würde.
In einem Spiel gegen die Oakland Athletics, in dem er warf und schlug, schloss sich Ohtani Babe Ruth in einem exklusiven Klub mit 10 Homeruns und 10 Siegen an. Er und Babe Ruth sind die einzigen beiden Spieler in der Geschichte der AL und NL, die in derselben Saison mindestens 10 Spiele auf dem Mound gewinnen und mindestens 10 Homeruns erzielen konnten. Ohtanis 25. Homerun in dieser Saison war sein 118. Homerun in seiner Karriere, womit er Ichiro Suzuki mit 117 Homeruns in seiner Karriere überholte und den zweiten Platz in der All-Time-Home-Run-Liste der japanischen Major League Spieler einnahm.

### Los Angeles Dodgers
Am 9. Dezember 2023 wurde bekannt gegeben, dass Ohtani sich für 10 Jahre den Los Angeles Dodgers anschließt und dabei laut seinem Agenten rekordverdächtige 700 Mio. US-Dollar erhält.

## International

### WBSC U-18 Baseball World Cup 2012
Ohtani wurde in die japanische U-18-Nationalmannschaft berufen, die bei der U-18-Baseball-Weltmeisterschaft 2012 in Seoul den sechsten Platz belegte.

### WBSC Premier12 2015
Bei der WBSC Premier12 2015 holte Ohtani mit der japanischen Baseball-Nationalmannschaft die Bronzemedaille. Als Starter Nummer eins kam Ohtani in zwei Spielen für Japan zum Einsatz, beide gegen Südkorea, wobei er im ersten Spiel gewann und im Halbfinale eine Niederlage einstecken musste. Ohtani wurde anschließend in das 2015 World Baseball Softball Confederation All-World Team berufen und zum WBSC Baseball Player of the Year 2015 ernannt.

### World Baseball Classic 2017
Ohtani stand auf dem 28-köpfigen Kader der japanischen Baseball-Nationalmannschaft für das World Baseball Classic 2017, musste aber aufgrund einer Knöchelverletzung zurücktreten.

### World Baseball Classic 2023
Beim World Baseball Classic 2023 spielte Ohtani erneut für die japanische Baseball-Nationalmannschaft. Er wurde für seine Schlag- und Pitching-Leistungen in der Gruppenphase des Turniers zum MVP des Pools B ernannt. Mit Japan gewann Ohtani das Turnier und die MVP-Auszeichnung.

## Wurf- und Schlagtechnik

### Wurftechnik
Ohtani ist 1,93 Meter groß und 92 Kilogramm schwer. Er wirft mit der rechten Hand und wird hauptsächlich als Starting Pitcher eingesetzt, spielt also in der Regel ab dem ersten Inning. Er wirft mit einer Überhand-Technik, mit der er folgende Durchschnitts- und Höchstgeschwindigkeiten erzielt:
| Wurfart           | Durchschnitts- geschwindigkeit | Höchst- geschwindigkeit | Häufigkeit (Saison 2021, Stand: 05.07.2021) |
| ----------------- | ------------------------------ | ----------------------- | ------------------------------------------- |
| Fastball (4-seam) | 156 km/h                       | 165 km/h                | 53,1 % (515 Pitches)                        |
| Splitter          | 138–142 km/h                   | 142 km/h                | 19,1 % (185 Pitches)                        |
| Slider            | 132–135 km/h                   | 135 km/h                | 13,9 % (135 Pitches)                        |
| Curveball         | 120 km/h                       | 120 km/h                | 3,5 % (34 Pitches)                          |
| Cutter            | 138 km/h                       | k. A.                   | 10,4 % (101 Pitches)                        |
| Sinker            | 157 km/h                       | 157 km/h A              | 0 % (0 Pitches)                             |

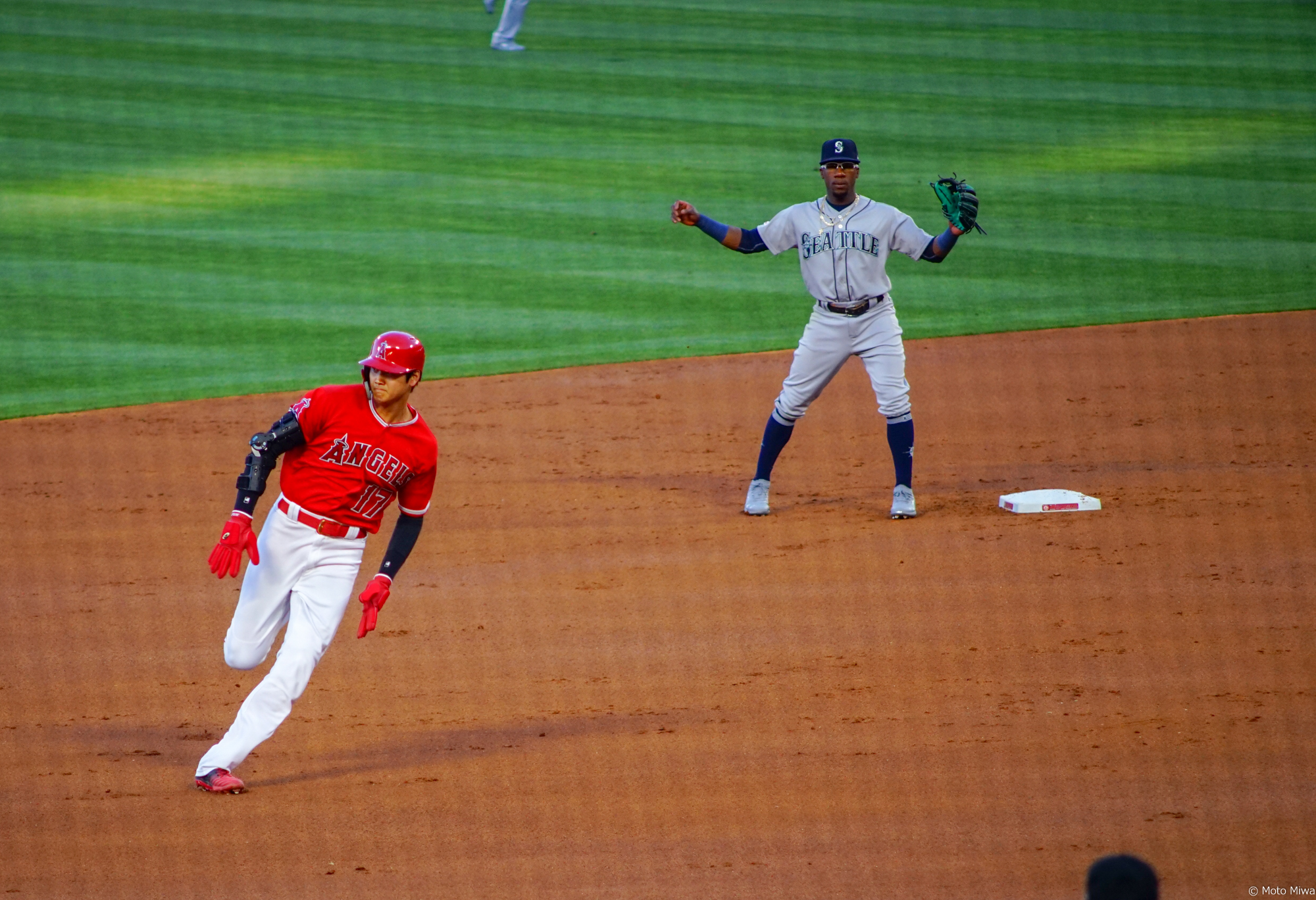
Shohei Ohtani beim Baserunning gegen die Seattle Mariners.

A In der Saison 2018 nutzte Ohtani nur einmal den Sinker. Dieser gehörte jedoch zu seinen schnellsten Würfen in der MLB.
Als besonders effektiv gilt Ohtanis Splitter, gegen den in der Saison 2018 nur ein einziger gegnerischer Hit erfolgte.

### Schlagtechnik und Baserunning
Ohtani ist ein linkshändiger Batter. Seine Schlagtechnik wird häufig mit der von Bryce Harper verglichen, den er ebenso wie Ichirō Suzuki als persönliches Vorbild nennt. Zudem wird oft seine überdurchschnittliche Geschwindigkeit beim Baserunning erwähnt: Die Zeit, die er von der Batter's Box zur ersten Base braucht, wurde auf 3,8 Sekunden gemessen. Laut Statcast liegt seine durchschnittliche Sprintgeschwindigkeit bei etwa 8,6 Meter pro Sekunde, womit er im oberen Viertel der MLB-Spieler liegt.

## Trivia
Aufgrund seiner Eigenschaft als Two Way Player – bezogen auf den Einsatz als Pitcher und Batter – bezeichnen Sportmedien Ohtani häufig als „Japanese Babe Ruth“. Ruth dominierte den Sport ebenfalls in beiden Positionen, was nach ihm nahezu 100 Jahre lang keinem Spieler mehr gelang. Aufgrund dieser Parallelen stiegen Originalartikel mit Ohtanis handschriftlicher Signatur bereits kurz nach dessen erstem Einsatz in der MLB stark im Wert. So wurden schon in der ersten Woche der Saison 2018 zahlreiche signierte Topps-Baseballkarten mit seiner Unterschrift für weit über 6000 US-Dollar verkauft. Innerhalb von 32 Stunden, nachdem die Karten (signierte wie unsignierte) über die Topps-Website auf den Markt gebracht worden waren, waren alle 102.501 Exemplare ausverkauft. Ein Superfractor-Unikat seiner Rookie-Card wurde auf einen Sammlerwert von über 100.000 US-Dollar geschätzt. Die Karte übertraf die Erwartungen und erzielte bei der Auktion einen Wert von 184.056 US-Dollar, was sie zur wertvollsten Sammelkarte des Jahres 2018 machte.
In einer landesweiten Umfrage des japanischen Forschungsinstituts Central Research Services Inc. im Jahr 2018 wurde Ohtani zum beliebtesten Sportler Japans gewählt – gefolgt von dem ehemaligen Seattle Mariners- und New-York-Yankees-Outfielder Ichirō Suzuki.
Ohtani hat einen Kooikerhondje-Hund namens Dekopin, der auch als Decoy bekannt ist. Der Hund erhielt ein Ehrenvisum von der US-Botschaft in Tokio. Im Zusammenhang mit seinem Kauf eines Hauses im Wert von 7,85 Millionen Dollar gründete Ohtani eine LLC mit dem Namen "Decopin", die zu Ehren seines Haustiers benannt wurde.